# Bihari Sándor (festő, 1855–1906)

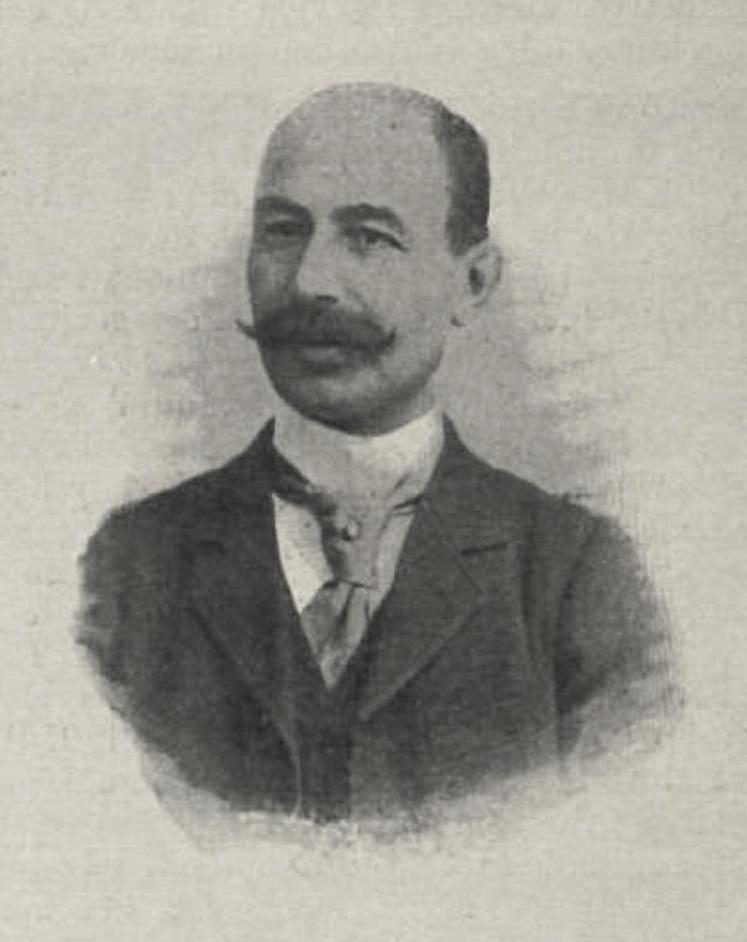
Bihari Sándor

Bihari Sándor   (Rézbánya, 1855. május 19. – Budapest, 1906. március 28.) magyar festőművész.

## Élete
Gyerekkorát Nagyváradon töltötte. Apja mellett szobafestőnek tanult.
1874-ben Pestre költözött, ahol, mint retusőr dolgozott egy fotóműhelyben.
Közben Székely Bertalan mintarajziskolájában képezte magát.
1876-ban Bécsbe költözött, ahol munka mellett látogatta a Bécsi Képzőművészeti Akadémia előadásait.
1878 és 1879 közt az Akadémia rendes növendéke volt.
1883-ban Párizsba ment, ahol tanulmányokat végzett, közben a Louvre festményeit másolta műkereskedőknek. 1890 és 1891 között festőiskolát vezetett. Párizsban megismerkedett az impresszionizmus és a plein air irányzattal, ami későbbi munkásságának meghatározó eleme lett.
Miután visszatért Magyarországra, Szolnokon dolgozott, Deák-Ébner Lajosnál.
Szolnoktól később sem vált meg, alapító tagja volt a szolnoki művésztelepnek.

## Főbb művei
- Kereszttűzben, (1885)
- Bíró előtt, (1886)

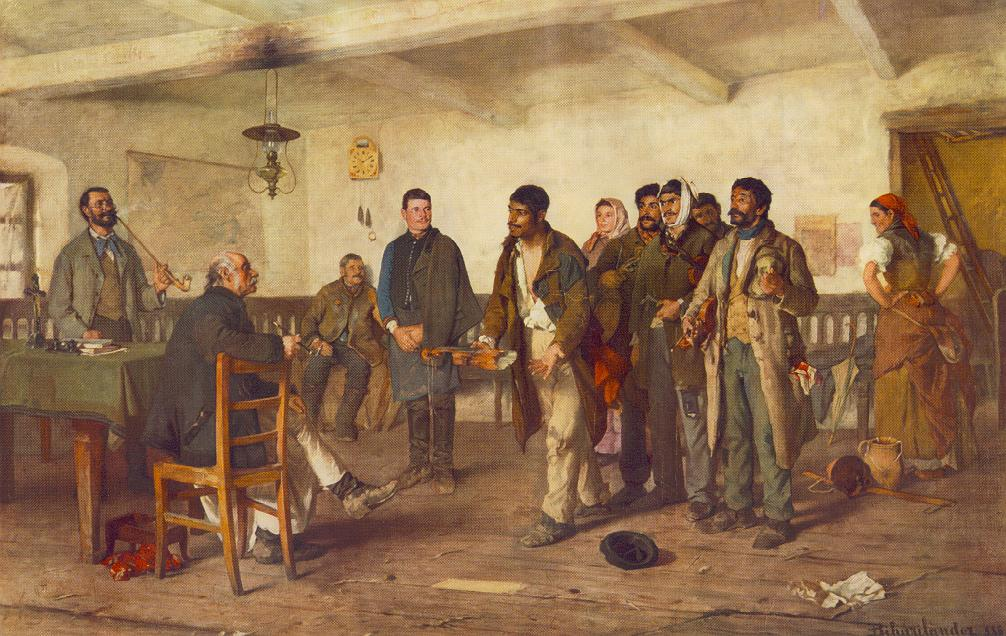
Bíró előtt (1896)

- Zsigmond király és Ulászló találkozása Szent László sírjánál, (1898)

## Kiállításai
- (1906), Képzőművészeti Társaság
- (1911), Szent György Céh
- (1919), Nemzeti Szalon
- (1950), Fényes Adolf Terem (emlékkiállítás)

## Díjak
- Képzőművészeti Társaság díja, (1886)
- Vaszary-díj, (1889)
- Ferenc József-díj, (1896)

## Írásai
- Szellemi élet, (1897)
- Magamról, (1904) (Művészeti Krónika)

## További információk

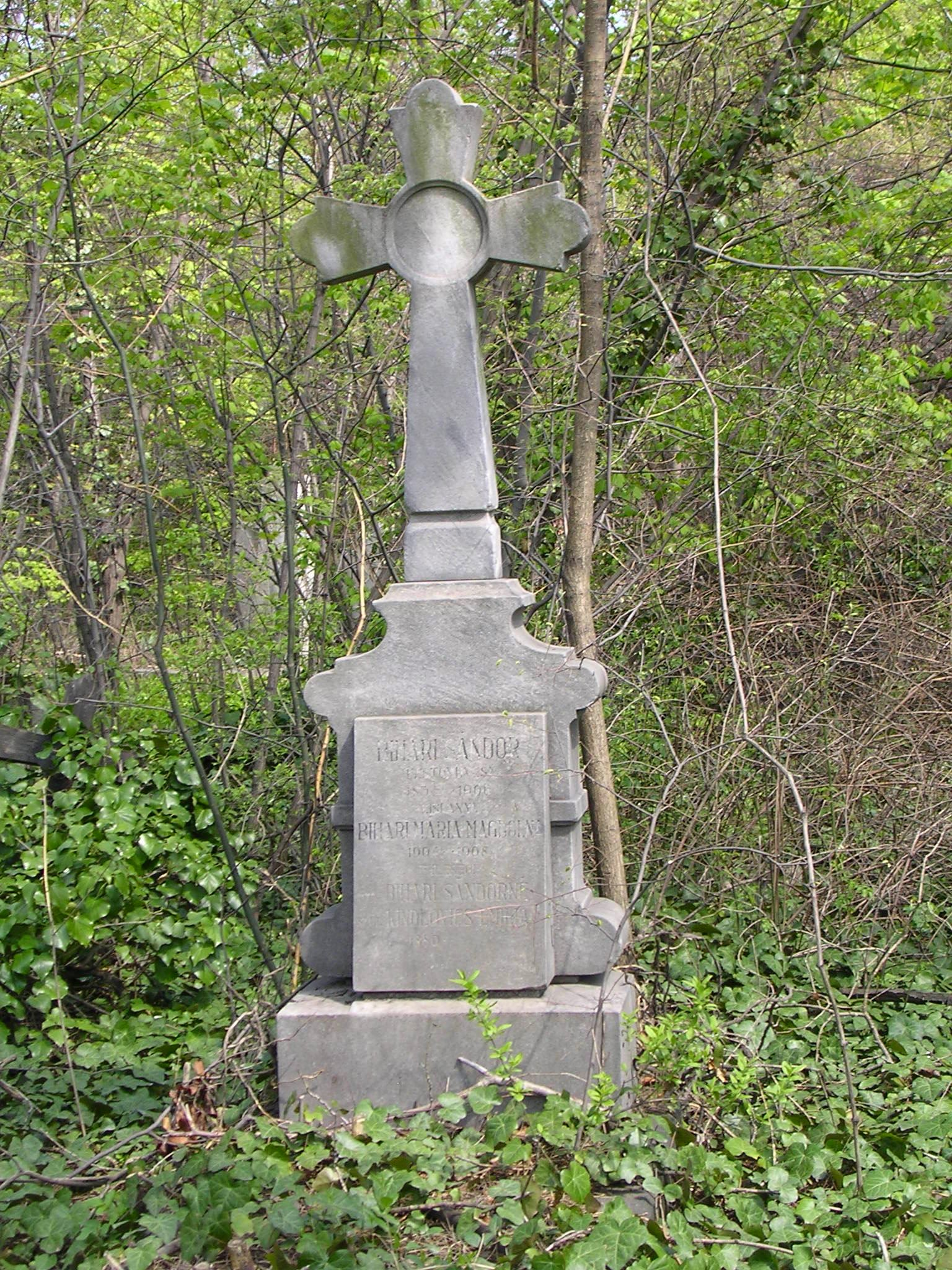
Sírja a Fiumei úti sírkertben (33/2-1-3)